# Krembangan (Panjatan)
Krembangan is een bestuurslaag in het regentschap Kulon Progo van de provincie Jogjakarta, Indonesië. Krembangan telt 4528 inwoners (volkstelling 2010).